# مارشال كولت
مارشال كولت (بالإنجليزية: Marshall Colt)‏ هو عالم نفس وضابط وممثل أمريكي، ولد في 26 أكتوبر 1948 في نيو أورلينز في الولايات المتحدة.

## وصلات خارجية
- مارشال كولت على موقع IMDb (الإنجليزية)
- مارشال كولت على موقع قاعدة بيانات الفيلم (الإنجليزية)